# Saison 1 de Central Park West
Chronologie
Saison 2
Cet article présente le guide des épisodes de la première saison de la série télévisée américaine Central Park West.

## Distribution

### Acteurs principaux
- Mädchen Amick : Carrie Fairchild  (VF :Marianne Leroux)

- John Barrowman : Peter Fairchild (VF :Patrick Mancini)

- Melissa Errico : Alex Bartoli   (VF :Sybille Tureau)

- Mariel Hemingway : Stéphanie Wells  (VF :Anne Jolivett)

- Lauren Hutton : Linda Fairchild Rush (VF :Monique Nevers) (10 épisodes)

- Justin Lazard (en) : Gil Chase (VF :Max Aulivier)

- Michael Michele : Nikki Sheridan   (VF : Pascale Jacquemont)

- Tom Verica : Mark Meril   (VF  :Tony Joudrier)

- Avec Kylie Travis : Rachel Dennis (VF :Magali Barney)

### Acteurs récurrents
- Ron Leibman (VF : Claude Giraud) : Allen Rush  (épisodes 1.01 à 1.13 )
- Kim Raver : Dean Landers (épisodes 1.01 à 1.03 )
- Michael Bergin : Bartender  (épisodes 1.01, 1.04, 1.13)
- Dennis Creaghan : D.A. Jack Collins  (épisodes 1.01 à 1.04)
- Peter Gerety : John  (épisodes 1.01 à 1.02, 1.03, 1.06 à 1.07 )
- Bellina Logan : Carolyn  (épisodes 1.02, 1.07, 1.09, 1.11, 1.13)
- Olga Merediz : Ann Robin Morse  (épisodes 1.02, 1.13)
- Andre B. Blake : Simon Perry  (épisodes 1.05, 1.10, 1.11, 1.13)
- Joe Mantello : Ian Walker  (épisodes 1.05 à 1.07)
- Hiwa Bourne : Assistante à communiqué  (épisodes 1.06 à 1.09 )
- Robert Stanton : Tom Chasen  (épisodes 1.06, 1.08)
- Johann Carlo : Lisa Monroe  (épisodes 1.07, 1.10)
- Katy Selverstone : Éditrice à communiqué  (épisodes 1.09 à 1.10)
- Mark Blum : Ben  (épisodes 1.09 à 1.13)
- Amanda Peet : Robyn Gainer (épisodes 1.11 à 1.13)
- Jodi Stevens : Melody  (épisodes 1.11 à 1.12)
- Robin Morse : Beth  (épisodes 1.11)
- Leon : Gabe Sands  (épisodes 1.12 à 1.13)
- Gerry Becker : Dr. West  (épisodes 1.13)

### Première saison (1995)
| N° | #  | Titre                                             | Réalisation        | Scénario                 | Première diffusion, Audience                 |
| --- | -- | ------------------------------------------------- | ------------------ | ------------------------ | -------------------------------------------- |
| 01 | 01 | Prise de contact Stephanie and the Wolves         | Allan Arkush       | Darren Star              | États-Unis : 13 septembre 1995, 9.7 millions |
| A New York, Stéphanie Wells vient d'être nommée rédactrice en chef du célèbre magazine «Communique». Sa première tâche consiste à remonter les ventes du journal, puis à se débarrasser de la journaliste Carrie Fairchild, dont la mère, Linda, s'est remariée avec l'éditeur du journal... |    |                                                   |                    |                          |                                              |
| 02 | 02 | Le Piège Chess Moves                              | Allan Arkush       | Darren Star              | États-Unis : 20 septembre 1995, 7.8 millions |
| Bien que se sentant menacée, Carrie décide de se battre seule. Pour séduire Mark, le mari de sa rivale, la jeune femme utilise tous les moyens à sa disposition ; elle promet de lui faire rencontrer un producteur intéressé par la pièce qu'il vient d'écrire... |    |                                                   |                    |                          |                                              |
| 03 | 03 | La Nouvelle Recrue The Best, False Friend         | James Frawley      | David Stenn              | États-Unis : 27 septembre 1995, 8.1 millions |
| Rachel Dennis, une séduisante rédactrice de mode, rejoint l'équipe de «Communique», le magazine dirigé par Stéphanie Wells. Cette dernière doute de ses collaborateurs et ne fait confiance à personne. Pendant ce temps, Gil est harcelé par son ex-compagne, bien décidée à se venger. Peter, quant à lui, fait la une des journaux à scandales... |    |                                                   |                    |                          |                                              |
| 04 | 04 | L'Espion Days of Thunder                          | Tim Hunter         | Adriana Trigiani         | États-Unis : 8 octobre 1995, 9.2 millions    |
| Rachel convoite le poste de rédactrice en chef du magazine et n'est pas insensible au charme de Peter, le frère de Carrie. Gil, après s'être débarrassé de son encombrante ex-compagne, éprouve une vive attirance pour Rachel... |    |                                                   |                    |                          |                                              |
| 05 | 05 | Trahison sur tous les fronts Intrigues            | Allan Arkush       | Terri Minsky             | États-Unis : 11 octobre 1995, 9.5 millions   |
| Une fuite à la rédaction du magazine "Communique" provoque la colère de l'éditeur Allan Rush. Celui-ci ordonne à Stéphanie de remédier très rapidement à ce problème, sans quoi elle sera licenciée. Stéphanie soupçonne Carrie d'être à l'origine de la fuite. Pendant ce temps, Rachel est déterminée à séduire Peter, par tous les moyens... |    |                                                   |                    |                          |                                              |
| 06 | 06 | L'Intrusion Lunar Eclipse...                      | Lorraine Senna     | Darren Star              | États-Unis : 18 octobre 1995, 8.1 millions   |
| Après avoir accepté l'offre de Ian Walker pour sa pièce, Mark hésite à mettre fin à sa relation avec Carrie. Pendant ce temps, Stéphanie doit négocier avec Ian, qui la menace de révéler sa véritable identité à Mark. Prête à tout pour séduire Mark, Rachel fait une partie de strip-poker avec Gil, espérant lui soutirer des informations sur Mark... |    |                                                   |                    |                          |                                              |
| 07 | 07 | Mark se fâche When I Deceive You                  | Victoria Hochberg  | David Stenn              | États-Unis : 1er novembre 1995, 7.8 millions |
| Mark découvre qu'il manque 10.000 dollars sur le compte qu'il partage avec Stéphanie. Il demande à Gil de l'aider et apprend que Stéphanie a fait un chèque à Ian Walker, le «producteur» de sa nièce. Choqué et furieux, il se réfugie dans les bras de Carrie... |    |                                                   |                    |                          |                                              |
| 08 | 08 | L'Anniversaire de Peter With the Weapons of a Mrs | Allan Arkush       | Terri Minsky             | États-Unis : 8 novembre 1995, 7.8 millions   |
| Carrie menace Rachel de révéler qu'elle est la «fuite». Cette dernière arrive à convaincre un membre de l'équipe de se dénoncer à sa place, en échange de quoi elle lui offre son ancien poste à la rédaction du «British Vogue». Pendant ce temps, Mark tente, en vain, de mettre fin à sa relation avec Carrie... |    |                                                   |                    |                          |                                              |
| 09 | 09 | Plaisirs d'amour The History of Gil and Rachel    | Victoria Hochberg  | Darren Star Terri Minsky | États-Unis : 15 novembre 1995, 8.1 millions  |
| Après avoir découvert que son téléphone était sur écoute et que son appartement et sa galerie étaient truffés de caméras, Nikki, effrayée, se rend chez Peter qui la persuade de passer la nuit chez lui. Pendant ce temps, la relation entre Mark et Stéphanie bat de l'aile, tandis que Carrie est chargée de superviser la rédaction des articles de Mark... |    |                                                   |                    |                          |                                              |
| 10 | 10 | Déception Allen Strikes Back                      | Timothy Van Patten | Susan Fales              | États-Unis : 29 novembre 1995                |
| Linda est furieuse d'apprendre qu'Allan a une liaison avec Nikki. Carrie la persuade qu'elle peut, à la fois, se venger et obtenir de bonnes compensations pour son divorce. Linda profite donc du désarroi de Nikki, obligée par Allen de fermer sa galerie, pour lui proposer de témoigner sur l'infidélité d'Allan pendant les audiences du divorce. En échange de quoi elle mettra des fonds à la disposition de Nikki afin qu'elle puisse conserver sa galerie... |    |                                                   |                    |                          |                                              |
| 11 | 11 | La Danse Behind Your Back                         | Allan Arkush       | Eric Overmyer            | États-Unis : 6 décembre 1995                 |
| Carrie fait écouter l'enregistrement d'une conversation téléphonique sulfureuse avec Mark à toute l'équipe de "Communique". Stéphanie, se sentant trahie, se tourne vers Rachel, pensant trouver le soutien d'une amie. Mais cette dernière lui conseille de prendre quelques semaines de repos, profitant ainsi de son absence pour tenter de prendre la direction du magazine. Pendant ce temps, Peter, qui essaye tourner la page sur sa relation avec Alex, rencontre une charmante étudiante en droit, qui se révèle être aussi une strip-teaseuse.Rachel, décidée à conserver le poste de Stéphanie, tente de convaincre Allen qu'elle est plus apte qu'elle à diriger la rédaction. Espérant écarter définitivement Stéphanie, elle déclare au journal "Globe" que cette dernière souffre d'une grave dépression nerveuse. Stéphanie, ignorant tout des machinations de Rachel, reçoit la visite de Mark et de Carrie. Ils tentent de lui expliquer ce qui se trame à New York, mais elle refuse de croire Rachel capable d'une telle chose... |    |                                                   |                    |                          |                                              |
| 12 | 12 | Surprise Showgirls                                | Gwen Arner         | David Stenn              | États-Unis : 13 décembre 1995                |
| Rachel, décidée à conserver le poste de Stéphanie, tente de convaincre Allan qu'elle est plus apte qu'elle à diriger la rédaction. Espérant écarter définitivement Stéphanie, elle déclare au journal "Globe" que cette dernière souffre d'une grave dépression nerveuse... |    |                                                   |                    |                          |                                              |
| 13 | 13 | Le Retour She Danced Only One Summer              | Allan Arkush       | Terri Minsky             | États-Unis : 20 décembre 1995                |
| Stéphanie revient à l'improviste à la rédaction de "Communique" et s'arrange pour faire renvoyer Rachel, annulant ainsi la sortie du numéro spécial mode que celle-ci préparait. Rachel va immédiatement se plaindre à Allen qui lui propose de s'occuper de dix numéros "spécial mode" par an, au grand dam de Stéphanie. Pendant ce temps, Mark essaye de se réconcilier avec Stéphanie. Lui faisant part de son intention de retourner à Seattle, elle décide de démissionner de son poste à la rédaction et de le suivre. Alex annonce à Peter qu'elle est enceinte de lui. Ce dernier refusant de la croire, elle l'emmène chez un médecin qui confirme son état. Mais Peter ignore que le médecin a menti sous les menaces de chantage d'Alex... |    |                                                   |                    |                          |                                              |